# Хальч (Гомельская область)
Хальч (бел. Хальч) — деревня в Ветковском районе Гомельской области Беларуси. Административный центр Хальчанского сельсовета.

## География

### Расположение
В 2 км на запад от Ветки, 16 км от Гомеля.

## Водная система
Река Сож (приток реки Днепр).

## Транспортная система
Автодорога Гомель — Ветка. Планировка состоит из чуть изогнутой улицы, ориентированной с юго-востока на северо-запад, с запада к ней присоединяются 4 параллельные друг другу улицы, соединенные просёлочной дорогой. На юге параллельно главной проходит короткая улица. Застройка преимущественно деревянная усадебного типа.

## История

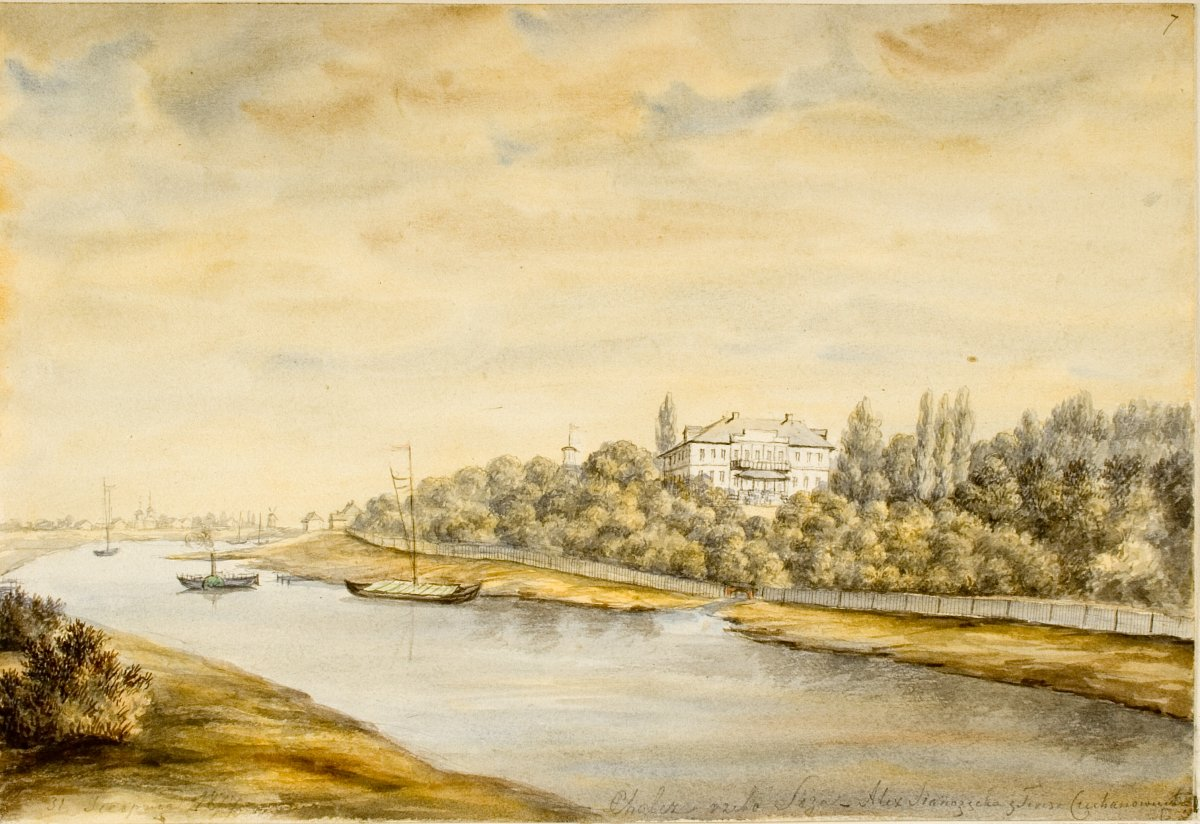
Усадьба, Наполеон Орда, XIX в.

Выявленные археологами городища милоградской и зарубинецкой культур раннего железного века и эпохи Киевской Руси (на восточной окраине, на мысе террасы правого берега реки), городище раннего железного века (середина — 3-я четверть I-го тысячелетия н. э., 0,4 км на северо-запад от деревни, в урочище Зыбень), курганный могильник (5 насыпей, 0,35 км на северо-запад от деревни) и поселение эпохи Киевской Руси (0,5 км на юг от деревни) свидетельствуют о заселении этих мест с давних времён.
Впервые в письменных источниках упоминается в XIV веке, когда деревня входила в Черниговское княжество. В 1437 году Свидригайло Ольгердович подарил деревню потомку шляхетского рода Халецких — Павлу Мишковичу. С этого времени Хальч стала резиденцией Халецких. В 1471 году упомянута в связи с передачей двора в Хальче Г. Родионовичу. В 1640-х годах упомянута как село и поместье Хальч в инвентаре Гомельского староства. Во 2-й половине XVII века Халецкие построили костёл и монастырь иезуитов, у которых с 1731 по 1829 год была миссия. Их материально поддерживали Халецкие и Дерноловичи. В 1752 году упоминается в актах Главного Литовского трибунала. С 1764 года местечко, во владении княгини Анны Кунегунды Радзивилл (урожденная Халецкая, супруга князя Альбрехта Радзивилла).

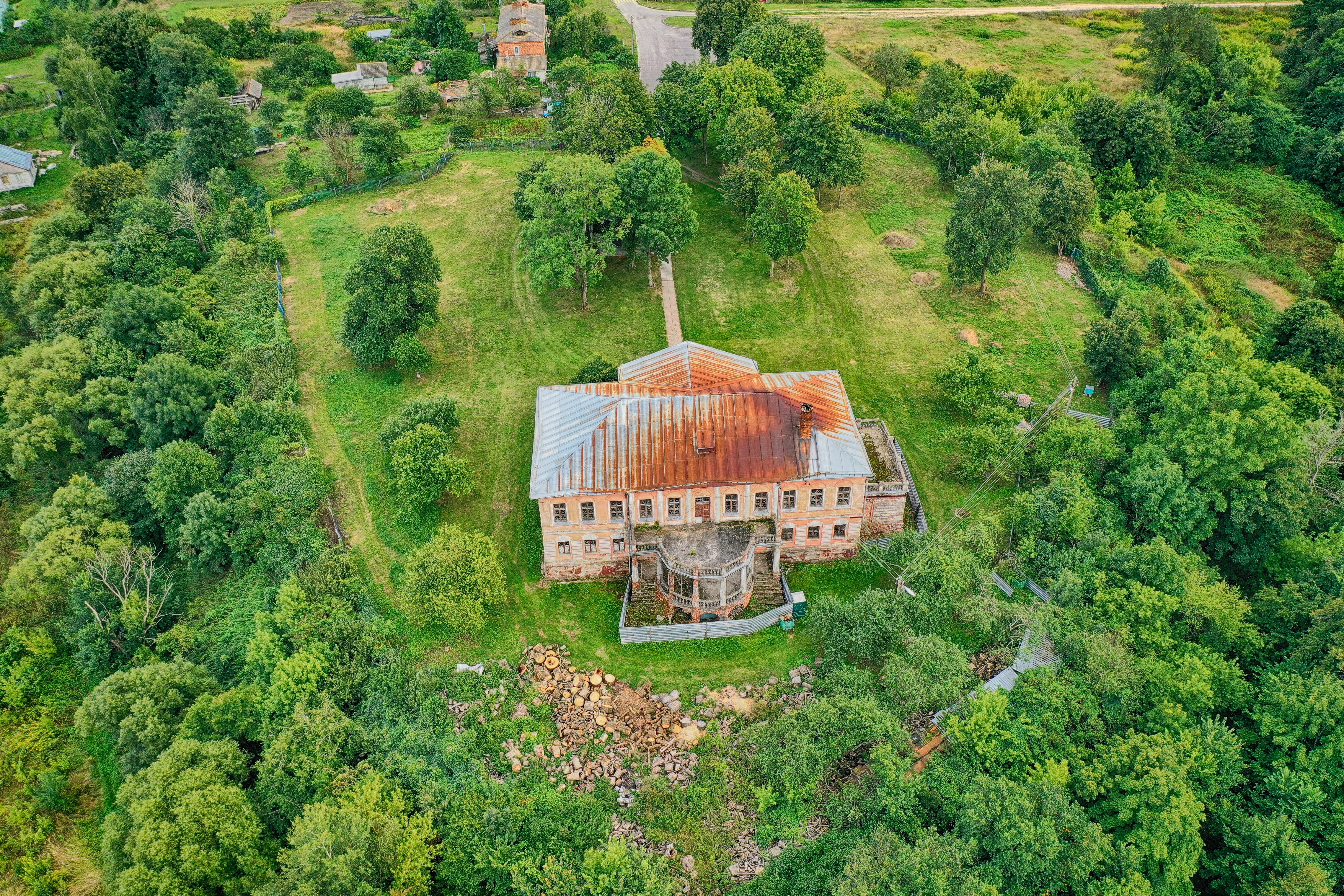
Усадьба

Принадлежала шляхтичам Халецким (1437—1812), Войнич-Сеноженским (1812—1851), с 1851 — шляхтичу Сеноженскому Александру Ивановичу, которому принадлежали также деревни: Кунторовка, Новосёлки, Даниловичи, Пыхань, Замостье.
После 1-го раздела Речи Посполитой (1772 год) в составе Российской империи. В начале XIX века на северо-западной окраине построен дворец-усадьба, хозяйственные постройки и разбит пейзажный парк. Во время путешествия по Гомельщине Наполеон Орда сделал зарисовки дворца-усадьбы. Сейчас здесь филиал Гомельского областного краеведческого музея. Имелся паром через реку Сож грузоподъёмностью до 800 пудов. В 1860 году во владении помещика А. Л. Войнич-Сеноженского. Ежегодно проводились 2 ярмарки (Петровская и Михайловская), на них в 1861 году было предложено для продажи товаров на 61 130 рублей. В 1866 году хозяин поместья владел 1568 десятинами земли и 3 лавками. Действовал хлебозапасный магазин. В 1879 году помещик Войнич-Сеноженский открыл винокурню. Большой ущерб нанесли местечку пожары 1887, 1891 и 1892 годов, от которых сгорел 261 двор. Согласно переписи 1897 года располагались: церковь, церковно-приходская школа, еврейский молитвенный дом, 5 ветряных мельниц, 5 лавок (в том числе винная), трактир. В одноимённом фольварке, что размещался рядом, были трактир и винокуренный завод. В 1909 году в Ветковской волости Гомельского уезда Могилёвской губернии. Имелась отделение почтовой связи. Работал сенопрессовальный завод (в 1913 году 40 рабочих).
С 8 декабря 1926 года центр Хальчанского сельсовета Ветковского, с 25 декабря 1962 года Гомельского, с 6 января 1965 года Ветковского районов Гомельского округа (до 26 июля 1930 года), с 20 февраля 1938 года Гомельской области. В 1928 году организован колхоз «Красная волна», работал кирпичный завод. Во время Великой Отечественной войны оккупанты в сентябре 1943 года сожгли 463 двора, убили 9 жителей. Освобождена 16 октября 1943 года. В боях за деревню погибли 703 советских солдата (похоронены в братских могилах в центре деревни, в сквере и на восточной окраине). На фронтах погибли 178 жителей, в память о которых в 1971 году около Дома культуры установлена скульптурная композиция и стела с именами павших. В 1959 году центр совхоза «Хальч».
Размещены лесопилка, 9-летняя школа, Дом культуры, детский сад, социально-педагогический центр, фельдшерско-акушерский пункт, 2 библиотеки, отделение связи, 3 магазина.

## Население
- 1747 год — 159 дворов
- 1860 год — 1113 жителей, 2 каменных и 105 деревянных строений
- 1881 год — 230 дворов
- 1897 год — 1975 жителей (согласно переписи), 363 двора
- 1909 год — 2256 жителей, 1159 деревянных и 1 каменный дом
- 1959 год — 1829 жителей (согласно переписи)
- 2004 год — 1249 жителей, 482 хозяйства
- 2005 год — 1285 жителей, 511 хозяйств
- 2019 год — 1268 жителей, 572 хозяйства[1]

## Культура
- Дом культуры
- Музей ГУО «Хальчанская базовая школа»

## Достопримечательность
- Комплекс бывшей усадьбы (Дворец Войнич — Сеноженских): дворец, хозяйственные постройки, парк, XIX в. —  Историко-культурная ценность Республики Беларусь, шифр 312Г000182
- Городище-1 периода раннего железного века (VI в. до н. э. — I в. н. э.), на правом берегу реки Сож, урочище Панский Двор —  Историко-культурная ценность Республики Беларусь, шифр 313В000183
- Городище-2 периода раннего железного века (VI в. до н. э. — I в. н. э., VI—VIII вв.), 0,4 км от деревни, урочище Зыбень —  Историко-культурная ценность Республики Беларусь, шифр 313В000184
- Поселение (середина — третья четверть 1-го тыс. н. э., XII в.), урочище Красная Гора —  Историко-культурная ценность Республики Беларусь, шифр 313В000185
- Поселение (третья четверть 1-го тысячелетия), 0,1-0,8 км от деревни, урочище Зыбень —  Историко-культурная ценность Республики Беларусь, шифр 313В000186
- Братская могила (363 солдата), 1943 г. —  Историко-культурная ценность Республики Беларусь, шифр 313Д000187
- Братская могила (340 солдат), 1943 г. —  Историко-культурная ценность Республики Беларусь, шифр 313Д000188
- Свято-Михайловская церковь (1991)
- Православная каплица

### Памятник, скульптура
- Памятник В. И. Ленину

### Утраченное наследие
- Костёл и монастырь иезуитов (XVII в.)

## Галерея

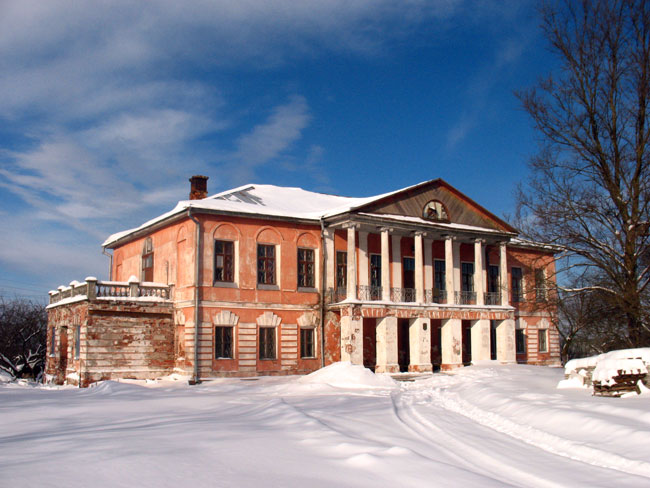
Дворцово-парковый комплекс Войнич-Сеножецких
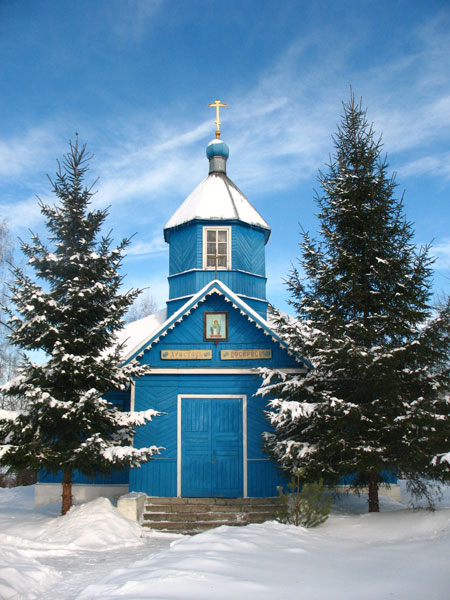
Свято-Михайловская церковь
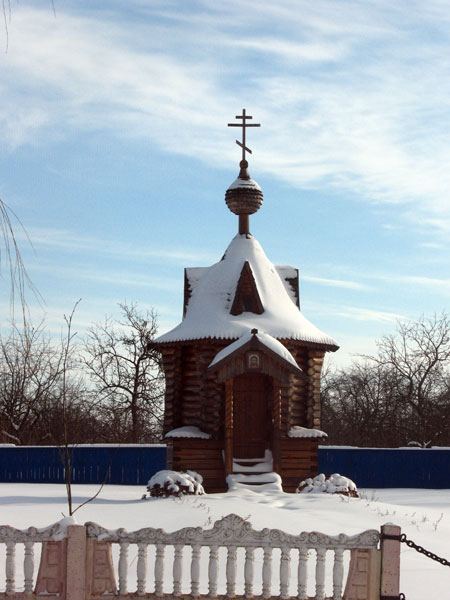
Православная каплица
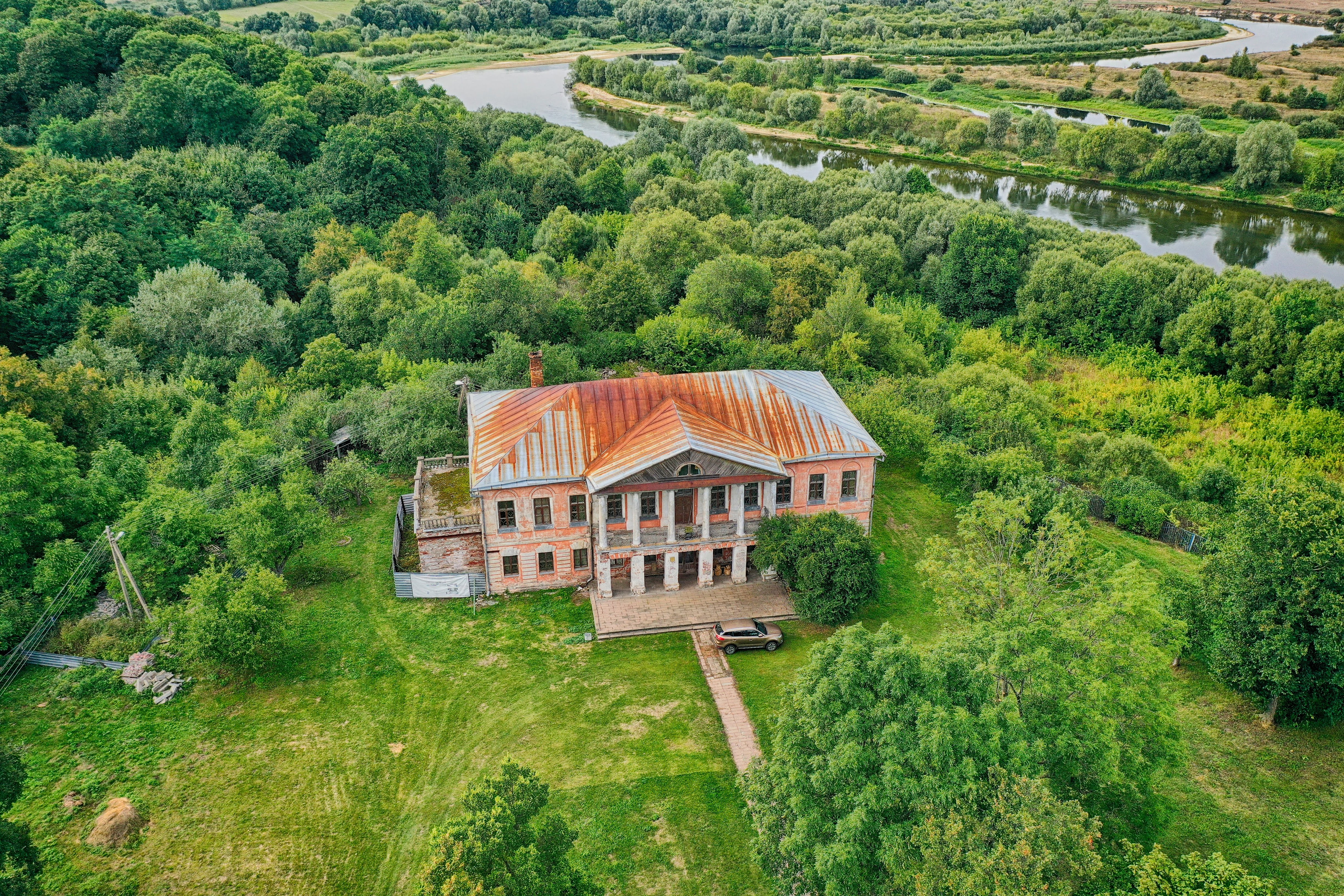
Усадьба
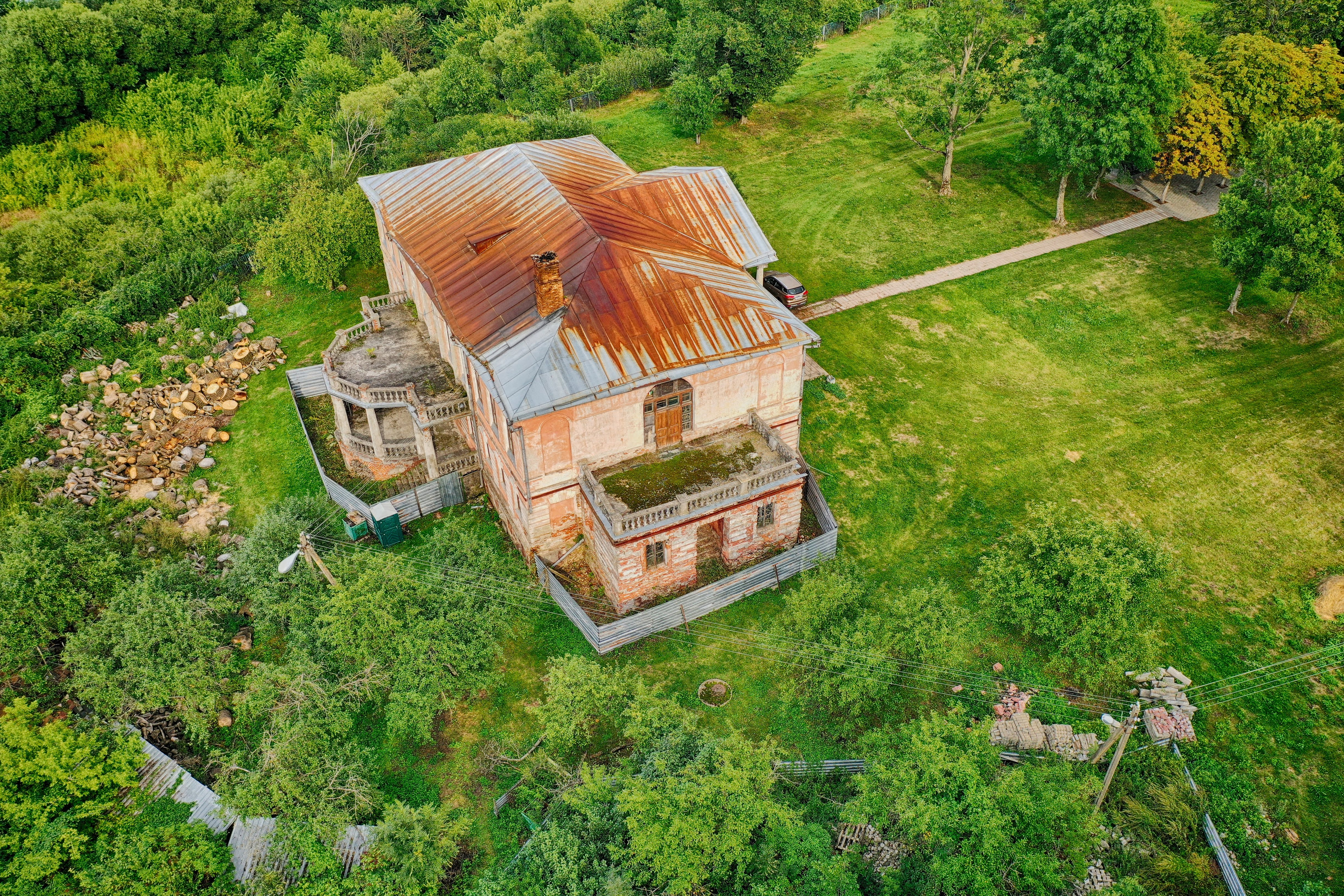
Усадьба
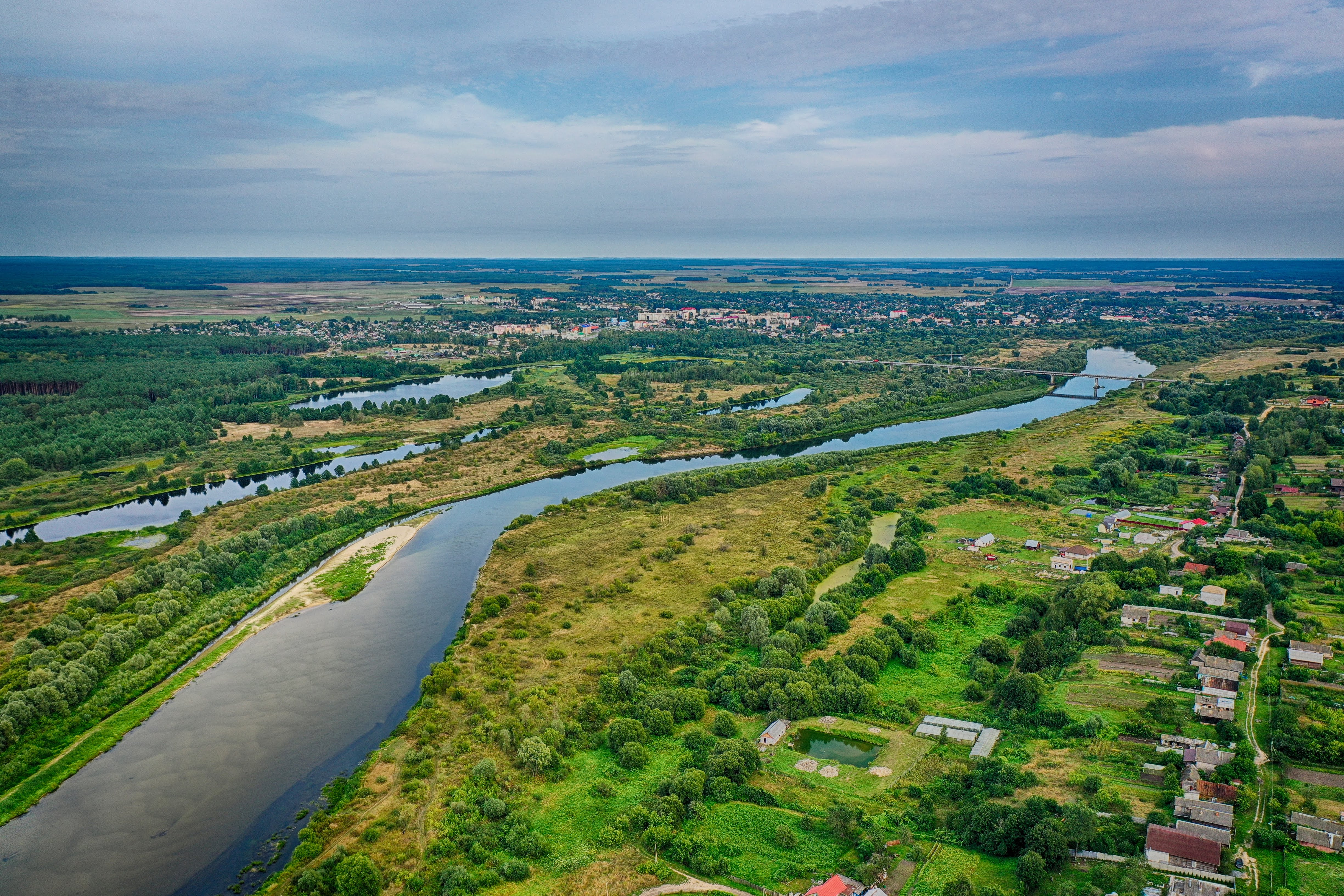
Усадьба

## Известные уроженцы
- Астапов, Валерий Петрович — белорусский государственный деятель